# Edlbach
Edlbach  ist eine Gemeinde in Oberösterreich im Bezirk Kirchdorf  im Traunviertel mit 658 Einwohnern (Stand 1. Jänner 2024).

## Geografie
Edlbach liegt auf 770 m Höhe im Traunviertel. Die Ausdehnung beträgt von Nord nach Süd 4 km und von West nach Ost 3,4 km. Die Gesamtfläche beträgt 8,3 km². 24,1 % der Fläche sind bewaldet und 65,1 % der Fläche sind landwirtschaftlich genutzt.

### Gemeindegliederung
Das Gemeindegebiet umfasst folgende zwei Ortschaften (in Klammern Einwohnerzahl Stand 1. Jänner 2024):
- Edlbach (525)
- Mitterweng (133)

Die Gemeinde besteht aus der einzigen Katastralgemeinde Edlbach.

### Nachbargemeinden
| Windischgarsten |                                             | Rosenau am Hengstpaß |
|                 | Kompassrose, die auf Nachbargemeinden zeigt |                      |
|                 | Spital am Pyhrn                             |                      |

## Geschichte
Ursprünglich im Ostteil des Herzogtums Bayern liegend, gehörte der Ort seit dem 12. Jahrhundert zum Herzogtum Österreich. Seit 1490 wird er dem Fürstentum Österreich ob der Enns zugerechnet. Während der Napoleonischen Kriege war der Ort mehrfach besetzt. Seit 1918 gehört der Ort zum Bundesland Oberösterreich. Nach dem Anschluss Österreichs an das Deutsche Reich am 13. März 1938 gehörte der Ort zum „Gau Oberdonau“, 1945 erfolgte die Wiederherstellung Oberösterreichs.
Edlbach gehörte bis 2012 zum Gerichtsbezirk Windischgarsten und ist seit dem 1. Jänner 2013 Teil des Gerichtsbezirks Kirchdorf an der Krems.

### Einwohnerentwicklung

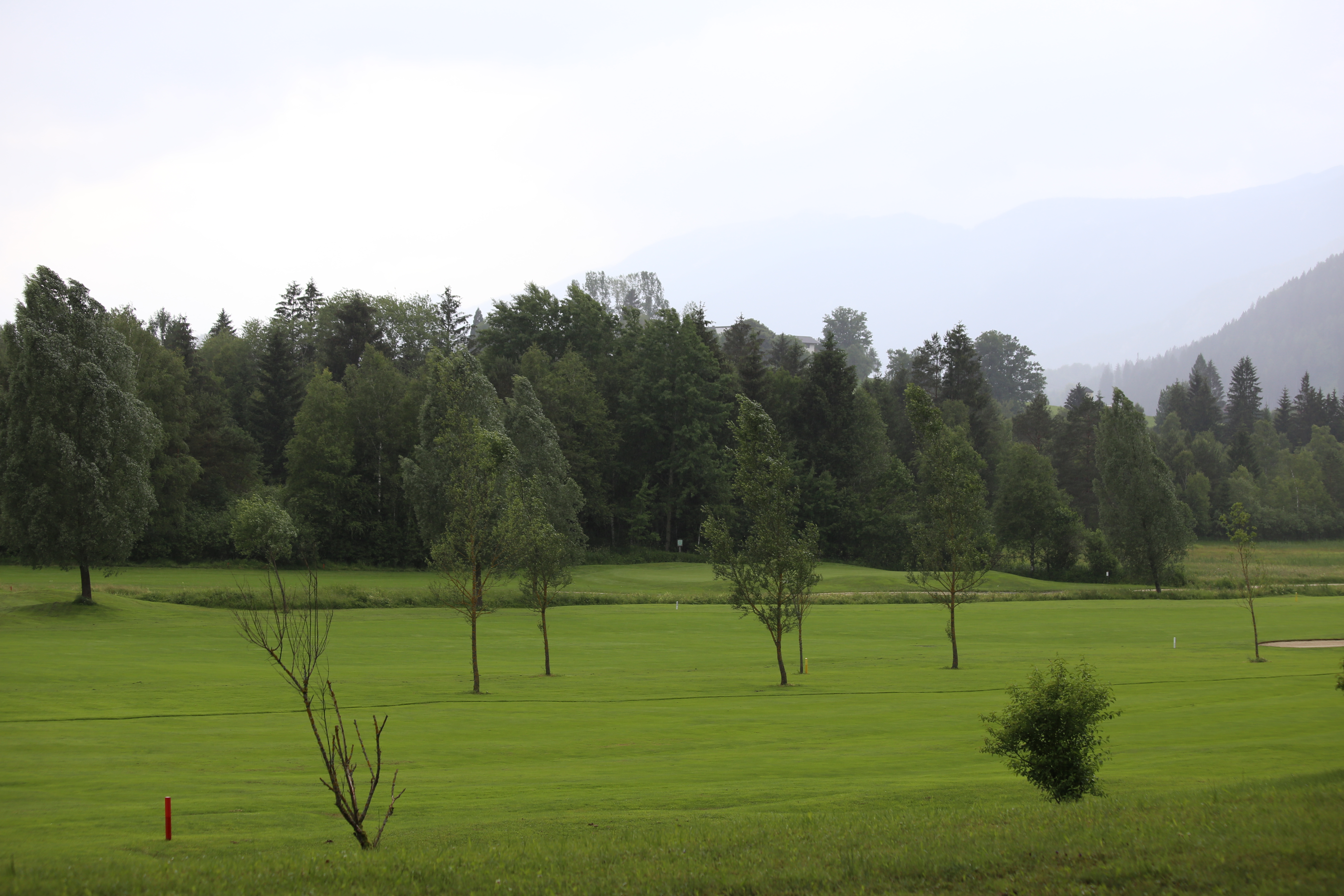
Naturschutzgebiet Edlbacher Moor

Im Jahr 1991 hatte die Gemeinde 686 Einwohner. Bis 2001 ging die Einwohnerzahl leicht auf 680, dann bis 2011 stärker auf 646 Personen zurück. Seither bleibt die Bevölkerungszahl konstant. Einerseits hat Edlbach eine negative Wanderungsbilanz, dafür aber eine positive Geburtenbilanz.

## Kultur und Sehenswürdigkeiten
In der Gemeinde liegt das 12,86 Hektar große Naturschutzgebiet Edlbacher Moor. Es ist ein teilentwässertes, großteils abgetorftes Hochmoor. Es wurde überwiegend bewaldet, kleinräumige unbewaldete Teile blieben erhalten.
| In der Gemeinde gibt es rund 230 Arbeitsplätze. Davon entfallen 40 auf die Landwirtschaft, 20 auf den Produktionssektor (Bau und Herstellung von Waren) und 170 auf Dienstleistungen. Fast zwei Drittel der Erwerbstätigen des Dienstleistungssektors arbeiten im Sektor Beherbergung und Gastronomie (Stand 2011). In Edlbach wohnen 318 Erwerbstätige. Davon arbeiten rund 100 im Ort, die anderen zwei Drittel pendeln aus. Dafür kommen fast 130 Menschen aus der Umgebung, um in Edlbach zu arbeiten (Stand 2011). | Hier fehlt eine Grafik, die leider im Moment aus technischen Gründen nicht angezeigt werden kann. Wir arbeiten daran! |

### Sport
In der Gemeinde existiert seit Juni 2006 eine Badeseeanlage sowie ein 18-Loch Golfplatz. Im Winter ist außerdem eine Naturrodelbahn mit Flutlicht in Betrieb.

## Politik
Der Gemeinderat hat 13 Mitglieder.
- Mit den Gemeinderats- und Bürgermeisterwahlen in Oberösterreich 2003 hatte der Gemeinderat folgende Verteilung: 9 ÖVP und 4 SPÖ.
- Mit den Gemeinderats- und Bürgermeisterwahlen in Oberösterreich 2009 hatte der Gemeinderat folgende Verteilung: 9 ÖVP und 4 SPÖ.
- Mit den Gemeinderats- und Bürgermeisterwahlen in Oberösterreich 2015 hatte der Gemeinderat folgende Verteilung: 9 ÖVP, 3 SPÖ und 1 FPÖ.
- Mit den Gemeinderats- und Bürgermeisterwahlen in Oberösterreich 2021 hat der Gemeinderat folgende Verteilung: 9 ÖVP und 4 SPÖ.[6][7]

### Bürgermeister
Bürgermeister seit 1850 waren:
- 1850–1858 Joseph Eibl
- 1858–1861 Engelbert Stummer
- 1861–1864 Johann Gösweiner
- 1864–1867 Josef Gösweiner
- 1867–1870 Johann Gössweiner
- 1870–1876 Josef grundner
- 1876–1883 Andreas Riesenhuber
- 1883–1885 Anton Wohlthäter
- 1885–1888 Johann Wohlthäter
- 1888–1894 Johann Helm
- 1894–1903 Johann Wohlthäter
- 1903–1906 Mathias Gössweiner
- 1906–1914 Karl Grundner
- 1914–1919 Alois Gössweiner
- 1919–1929 Mathäus Helml
- 1929–1933 Sylvester Sternsberger
- 1933–1934 Silvester Sternsberger
- 1934–1945 Engelbert Hinterreiter
- 1945–1948 Josef Rohregger
- 1948–1949 Engelbert Hinterreiter
- 1949–1961 Johann Riesenhuber
- 1961–1985 Josef Mößlberger
- 1985–2002 Walter Sölkner
- seit 2002 Johann Feßl (ÖVP)[9]

### Wappen
Blasonierung:
„Auf blauem, wellenförmigem Schildfuß, darin eine silberne Wellenleiste, in Gold ein grünes Erlenblatt, von dessen Stiel rechts und links ein grüner, nach oben gebogener Zweig mit drei grünen, auswärts gewendeten Früchten aufwächst.“
Die Gemeindefarben sind Grün-Gelb.

## Persönlichkeiten

### Söhne und Töchter der Gemeinde
- Germana Fösleitner (* 1941), Politikerin (ÖVP) und Landwirtin